# Xiên (cờ vua)

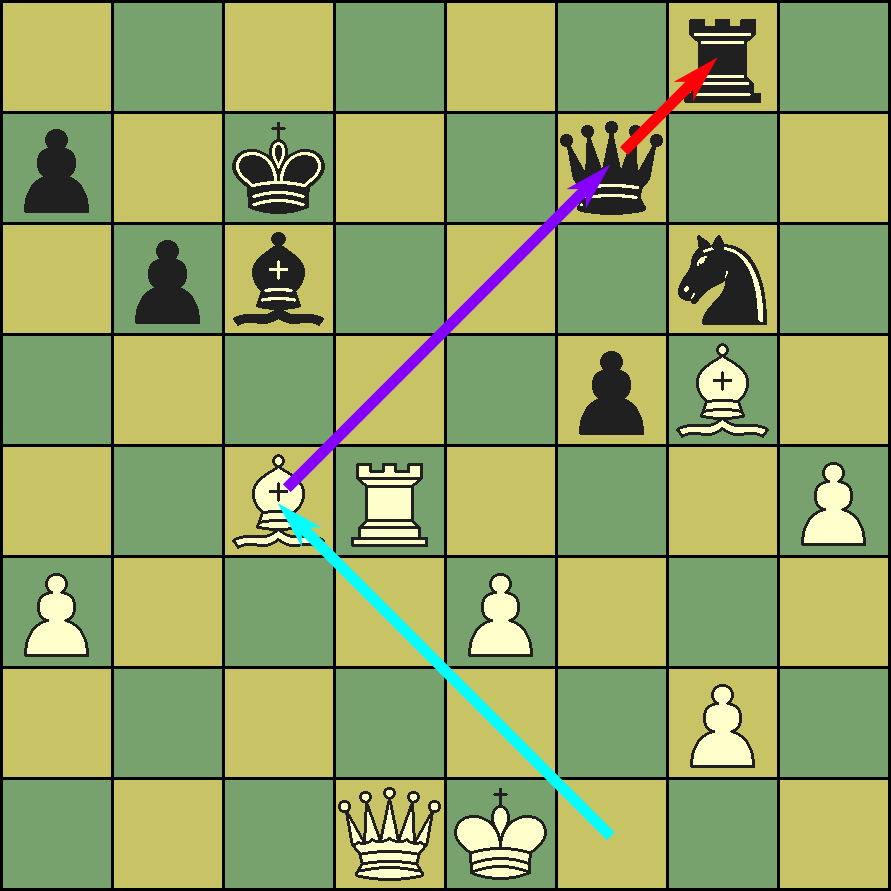
Hình ảnh ví dụ về quân Tượng trắng xiên quân Hậu và Xe đen trên đường chéo a2-g8

Trong cờ vua, xiên là sự tấn công lên hai quân đối phương nằm trên cùng một đường (hàng ngang, cột dọc, hoặc đường chéo) và nó cũng tương tự như giằng. Một đòn xiên đôi khi được mô tả như là một đòn "giằng ngược"; sự khác biệt đó là trong một đòn xiên, quân có giá trị lớn hơn nằm ở trước quân có giá trị thấp. Khi đối thủ buộc phải di chuyển quân có giá trị cao để tránh bị mất, quân nhỏ hơn ở phía sau sẽ bị bắt (xem Giá trị tương quan các quân cờ). Những quân tầm xa như Hậu, Xe, và Tượng là những quân có thể thực hiện đòn xiên.

## Chi tiết
Xiên có thể chia thành hai loại: tuyệt đối (hoàn toàn, hay toàn phần) và tương đối (bán toàn phần, không hoàn toàn). Trong xiên tuyệt đối ("quân có giá trị hơn" nằm ở trước là Vua), Vua sẽ bị chiếu, do đó cần phải có biện pháp đối phó nước chiếu (theo luật cờ vua). Còn đối với xiên tương đối (Vua không tham gia), không nhất thiết cần phải "quan tâm" đến đường xiên. 

### Xiên tương đối
|   | a | b | c | d | e | f | g | h |   |
| 8 | b7 black rook · f7 black king · e6 black pawn · f6 black pawn · d5 black queen · f4 white pawn · e3 white pawn · f3 white bishop · e2 white queen · f2 white king | b7 black rook · f7 black king · e6 black pawn · f6 black pawn · d5 black queen · f4 white pawn · e3 white pawn · f3 white bishop · e2 white queen · f2 white king | b7 black rook · f7 black king · e6 black pawn · f6 black pawn · d5 black queen · f4 white pawn · e3 white pawn · f3 white bishop · e2 white queen · f2 white king | b7 black rook · f7 black king · e6 black pawn · f6 black pawn · d5 black queen · f4 white pawn · e3 white pawn · f3 white bishop · e2 white queen · f2 white king | b7 black rook · f7 black king · e6 black pawn · f6 black pawn · d5 black queen · f4 white pawn · e3 white pawn · f3 white bishop · e2 white queen · f2 white king | b7 black rook · f7 black king · e6 black pawn · f6 black pawn · d5 black queen · f4 white pawn · e3 white pawn · f3 white bishop · e2 white queen · f2 white king | b7 black rook · f7 black king · e6 black pawn · f6 black pawn · d5 black queen · f4 white pawn · e3 white pawn · f3 white bishop · e2 white queen · f2 white king | b7 black rook · f7 black king · e6 black pawn · f6 black pawn · d5 black queen · f4 white pawn · e3 white pawn · f3 white bishop · e2 white queen · f2 white king | 8 |
| 7 | b7 black rook · f7 black king · e6 black pawn · f6 black pawn · d5 black queen · f4 white pawn · e3 white pawn · f3 white bishop · e2 white queen · f2 white king | b7 black rook · f7 black king · e6 black pawn · f6 black pawn · d5 black queen · f4 white pawn · e3 white pawn · f3 white bishop · e2 white queen · f2 white king | b7 black rook · f7 black king · e6 black pawn · f6 black pawn · d5 black queen · f4 white pawn · e3 white pawn · f3 white bishop · e2 white queen · f2 white king | b7 black rook · f7 black king · e6 black pawn · f6 black pawn · d5 black queen · f4 white pawn · e3 white pawn · f3 white bishop · e2 white queen · f2 white king | b7 black rook · f7 black king · e6 black pawn · f6 black pawn · d5 black queen · f4 white pawn · e3 white pawn · f3 white bishop · e2 white queen · f2 white king | b7 black rook · f7 black king · e6 black pawn · f6 black pawn · d5 black queen · f4 white pawn · e3 white pawn · f3 white bishop · e2 white queen · f2 white king | b7 black rook · f7 black king · e6 black pawn · f6 black pawn · d5 black queen · f4 white pawn · e3 white pawn · f3 white bishop · e2 white queen · f2 white king | b7 black rook · f7 black king · e6 black pawn · f6 black pawn · d5 black queen · f4 white pawn · e3 white pawn · f3 white bishop · e2 white queen · f2 white king | 7 |
| 6 | b7 black rook · f7 black king · e6 black pawn · f6 black pawn · d5 black queen · f4 white pawn · e3 white pawn · f3 white bishop · e2 white queen · f2 white king | b7 black rook · f7 black king · e6 black pawn · f6 black pawn · d5 black queen · f4 white pawn · e3 white pawn · f3 white bishop · e2 white queen · f2 white king | b7 black rook · f7 black king · e6 black pawn · f6 black pawn · d5 black queen · f4 white pawn · e3 white pawn · f3 white bishop · e2 white queen · f2 white king | b7 black rook · f7 black king · e6 black pawn · f6 black pawn · d5 black queen · f4 white pawn · e3 white pawn · f3 white bishop · e2 white queen · f2 white king | b7 black rook · f7 black king · e6 black pawn · f6 black pawn · d5 black queen · f4 white pawn · e3 white pawn · f3 white bishop · e2 white queen · f2 white king | b7 black rook · f7 black king · e6 black pawn · f6 black pawn · d5 black queen · f4 white pawn · e3 white pawn · f3 white bishop · e2 white queen · f2 white king | b7 black rook · f7 black king · e6 black pawn · f6 black pawn · d5 black queen · f4 white pawn · e3 white pawn · f3 white bishop · e2 white queen · f2 white king | b7 black rook · f7 black king · e6 black pawn · f6 black pawn · d5 black queen · f4 white pawn · e3 white pawn · f3 white bishop · e2 white queen · f2 white king | 6 |
| 5 | b7 black rook · f7 black king · e6 black pawn · f6 black pawn · d5 black queen · f4 white pawn · e3 white pawn · f3 white bishop · e2 white queen · f2 white king | b7 black rook · f7 black king · e6 black pawn · f6 black pawn · d5 black queen · f4 white pawn · e3 white pawn · f3 white bishop · e2 white queen · f2 white king | b7 black rook · f7 black king · e6 black pawn · f6 black pawn · d5 black queen · f4 white pawn · e3 white pawn · f3 white bishop · e2 white queen · f2 white king | b7 black rook · f7 black king · e6 black pawn · f6 black pawn · d5 black queen · f4 white pawn · e3 white pawn · f3 white bishop · e2 white queen · f2 white king | b7 black rook · f7 black king · e6 black pawn · f6 black pawn · d5 black queen · f4 white pawn · e3 white pawn · f3 white bishop · e2 white queen · f2 white king | b7 black rook · f7 black king · e6 black pawn · f6 black pawn · d5 black queen · f4 white pawn · e3 white pawn · f3 white bishop · e2 white queen · f2 white king | b7 black rook · f7 black king · e6 black pawn · f6 black pawn · d5 black queen · f4 white pawn · e3 white pawn · f3 white bishop · e2 white queen · f2 white king | b7 black rook · f7 black king · e6 black pawn · f6 black pawn · d5 black queen · f4 white pawn · e3 white pawn · f3 white bishop · e2 white queen · f2 white king | 5 |
| 4 | b7 black rook · f7 black king · e6 black pawn · f6 black pawn · d5 black queen · f4 white pawn · e3 white pawn · f3 white bishop · e2 white queen · f2 white king | b7 black rook · f7 black king · e6 black pawn · f6 black pawn · d5 black queen · f4 white pawn · e3 white pawn · f3 white bishop · e2 white queen · f2 white king | b7 black rook · f7 black king · e6 black pawn · f6 black pawn · d5 black queen · f4 white pawn · e3 white pawn · f3 white bishop · e2 white queen · f2 white king | b7 black rook · f7 black king · e6 black pawn · f6 black pawn · d5 black queen · f4 white pawn · e3 white pawn · f3 white bishop · e2 white queen · f2 white king | b7 black rook · f7 black king · e6 black pawn · f6 black pawn · d5 black queen · f4 white pawn · e3 white pawn · f3 white bishop · e2 white queen · f2 white king | b7 black rook · f7 black king · e6 black pawn · f6 black pawn · d5 black queen · f4 white pawn · e3 white pawn · f3 white bishop · e2 white queen · f2 white king | b7 black rook · f7 black king · e6 black pawn · f6 black pawn · d5 black queen · f4 white pawn · e3 white pawn · f3 white bishop · e2 white queen · f2 white king | b7 black rook · f7 black king · e6 black pawn · f6 black pawn · d5 black queen · f4 white pawn · e3 white pawn · f3 white bishop · e2 white queen · f2 white king | 4 |
| 3 | b7 black rook · f7 black king · e6 black pawn · f6 black pawn · d5 black queen · f4 white pawn · e3 white pawn · f3 white bishop · e2 white queen · f2 white king | b7 black rook · f7 black king · e6 black pawn · f6 black pawn · d5 black queen · f4 white pawn · e3 white pawn · f3 white bishop · e2 white queen · f2 white king | b7 black rook · f7 black king · e6 black pawn · f6 black pawn · d5 black queen · f4 white pawn · e3 white pawn · f3 white bishop · e2 white queen · f2 white king | b7 black rook · f7 black king · e6 black pawn · f6 black pawn · d5 black queen · f4 white pawn · e3 white pawn · f3 white bishop · e2 white queen · f2 white king | b7 black rook · f7 black king · e6 black pawn · f6 black pawn · d5 black queen · f4 white pawn · e3 white pawn · f3 white bishop · e2 white queen · f2 white king | b7 black rook · f7 black king · e6 black pawn · f6 black pawn · d5 black queen · f4 white pawn · e3 white pawn · f3 white bishop · e2 white queen · f2 white king | b7 black rook · f7 black king · e6 black pawn · f6 black pawn · d5 black queen · f4 white pawn · e3 white pawn · f3 white bishop · e2 white queen · f2 white king | b7 black rook · f7 black king · e6 black pawn · f6 black pawn · d5 black queen · f4 white pawn · e3 white pawn · f3 white bishop · e2 white queen · f2 white king | 3 |
| 2 | b7 black rook · f7 black king · e6 black pawn · f6 black pawn · d5 black queen · f4 white pawn · e3 white pawn · f3 white bishop · e2 white queen · f2 white king | b7 black rook · f7 black king · e6 black pawn · f6 black pawn · d5 black queen · f4 white pawn · e3 white pawn · f3 white bishop · e2 white queen · f2 white king | b7 black rook · f7 black king · e6 black pawn · f6 black pawn · d5 black queen · f4 white pawn · e3 white pawn · f3 white bishop · e2 white queen · f2 white king | b7 black rook · f7 black king · e6 black pawn · f6 black pawn · d5 black queen · f4 white pawn · e3 white pawn · f3 white bishop · e2 white queen · f2 white king | b7 black rook · f7 black king · e6 black pawn · f6 black pawn · d5 black queen · f4 white pawn · e3 white pawn · f3 white bishop · e2 white queen · f2 white king | b7 black rook · f7 black king · e6 black pawn · f6 black pawn · d5 black queen · f4 white pawn · e3 white pawn · f3 white bishop · e2 white queen · f2 white king | b7 black rook · f7 black king · e6 black pawn · f6 black pawn · d5 black queen · f4 white pawn · e3 white pawn · f3 white bishop · e2 white queen · f2 white king | b7 black rook · f7 black king · e6 black pawn · f6 black pawn · d5 black queen · f4 white pawn · e3 white pawn · f3 white bishop · e2 white queen · f2 white king | 2 |
| 1 | b7 black rook · f7 black king · e6 black pawn · f6 black pawn · d5 black queen · f4 white pawn · e3 white pawn · f3 white bishop · e2 white queen · f2 white king | b7 black rook · f7 black king · e6 black pawn · f6 black pawn · d5 black queen · f4 white pawn · e3 white pawn · f3 white bishop · e2 white queen · f2 white king | b7 black rook · f7 black king · e6 black pawn · f6 black pawn · d5 black queen · f4 white pawn · e3 white pawn · f3 white bishop · e2 white queen · f2 white king | b7 black rook · f7 black king · e6 black pawn · f6 black pawn · d5 black queen · f4 white pawn · e3 white pawn · f3 white bishop · e2 white queen · f2 white king | b7 black rook · f7 black king · e6 black pawn · f6 black pawn · d5 black queen · f4 white pawn · e3 white pawn · f3 white bishop · e2 white queen · f2 white king | b7 black rook · f7 black king · e6 black pawn · f6 black pawn · d5 black queen · f4 white pawn · e3 white pawn · f3 white bishop · e2 white queen · f2 white king | b7 black rook · f7 black king · e6 black pawn · f6 black pawn · d5 black queen · f4 white pawn · e3 white pawn · f3 white bishop · e2 white queen · f2 white king | b7 black rook · f7 black king · e6 black pawn · f6 black pawn · d5 black queen · f4 white pawn · e3 white pawn · f3 white bishop · e2 white queen · f2 white king | 1 |
|   | a | b | c | d | e | f | g | h |   |

Trong thế cờ hình bên, nếu Đen đi trước, Hậu Đen đã là quân bị xiên bởi Tượng Trắng (nếu Trắng đi trước thì không có gì để nói, họ sẽ ăn Hậu bằng Tượng và đòn xiên cũng như ván đấu sẽ kết thúc). Để tránh bị mất Hậu, Đen buộc phải di chuyển quân cờ này, và đến nước tiếp theo Trắng sẽ ăn Xe. Đây là xiên tương đối; Đen "rất có thể" sẽ chạy Hậu, đó là quân có giá trị hơn Xe - nhưng dẫu sao họ vẫn còn nhiều sự lựa chọn khác.
Cả trong "giằng" lẫn "xiên", Tượng là quân tấn công lý tưởng bởi lẽ đây là quân có giá trị thấp, có lợi trong việc đổi quân. Ví dụ như trong trường hợp này, Trắng không cần phải quan tâm đến việc Xe có được bảo vệ bởi quân nào khác hay không, (kể cả việc Hậu "có thể" (chắc chắn nếu chơi nghiêm túc) di chuyển sang b5 hay d7 để bảo vệ Xe (trường hợp 1...Hb5, Đen có thể "mong đợi" biết đâu Trắng sẽ 2.Hxb5? và 3...Xxb5)) vì đổi Tượng lấy Xe đã là được lợi lớn rồi.

### Xiên tuyệt đối hay Chiếu xiên
|   | a                                                                                                   | b                                                                                                   | c                                                                                                   | d                                                                                                   | e                                                                                                   | f                                                                                                   | g                                                                                                   | h                                                                                                   |   |
| 8 | d7 black queen · e7 black king · d5 black bishop · e4 white king · f4 white bishop · f3 white queen | d7 black queen · e7 black king · d5 black bishop · e4 white king · f4 white bishop · f3 white queen | d7 black queen · e7 black king · d5 black bishop · e4 white king · f4 white bishop · f3 white queen | d7 black queen · e7 black king · d5 black bishop · e4 white king · f4 white bishop · f3 white queen | d7 black queen · e7 black king · d5 black bishop · e4 white king · f4 white bishop · f3 white queen | d7 black queen · e7 black king · d5 black bishop · e4 white king · f4 white bishop · f3 white queen | d7 black queen · e7 black king · d5 black bishop · e4 white king · f4 white bishop · f3 white queen | d7 black queen · e7 black king · d5 black bishop · e4 white king · f4 white bishop · f3 white queen | 8 |
| 7 | d7 black queen · e7 black king · d5 black bishop · e4 white king · f4 white bishop · f3 white queen | d7 black queen · e7 black king · d5 black bishop · e4 white king · f4 white bishop · f3 white queen | d7 black queen · e7 black king · d5 black bishop · e4 white king · f4 white bishop · f3 white queen | d7 black queen · e7 black king · d5 black bishop · e4 white king · f4 white bishop · f3 white queen | d7 black queen · e7 black king · d5 black bishop · e4 white king · f4 white bishop · f3 white queen | d7 black queen · e7 black king · d5 black bishop · e4 white king · f4 white bishop · f3 white queen | d7 black queen · e7 black king · d5 black bishop · e4 white king · f4 white bishop · f3 white queen | d7 black queen · e7 black king · d5 black bishop · e4 white king · f4 white bishop · f3 white queen | 7 |
| 6 | d7 black queen · e7 black king · d5 black bishop · e4 white king · f4 white bishop · f3 white queen | d7 black queen · e7 black king · d5 black bishop · e4 white king · f4 white bishop · f3 white queen | d7 black queen · e7 black king · d5 black bishop · e4 white king · f4 white bishop · f3 white queen | d7 black queen · e7 black king · d5 black bishop · e4 white king · f4 white bishop · f3 white queen | d7 black queen · e7 black king · d5 black bishop · e4 white king · f4 white bishop · f3 white queen | d7 black queen · e7 black king · d5 black bishop · e4 white king · f4 white bishop · f3 white queen | d7 black queen · e7 black king · d5 black bishop · e4 white king · f4 white bishop · f3 white queen | d7 black queen · e7 black king · d5 black bishop · e4 white king · f4 white bishop · f3 white queen | 6 |
| 5 | d7 black queen · e7 black king · d5 black bishop · e4 white king · f4 white bishop · f3 white queen | d7 black queen · e7 black king · d5 black bishop · e4 white king · f4 white bishop · f3 white queen | d7 black queen · e7 black king · d5 black bishop · e4 white king · f4 white bishop · f3 white queen | d7 black queen · e7 black king · d5 black bishop · e4 white king · f4 white bishop · f3 white queen | d7 black queen · e7 black king · d5 black bishop · e4 white king · f4 white bishop · f3 white queen | d7 black queen · e7 black king · d5 black bishop · e4 white king · f4 white bishop · f3 white queen | d7 black queen · e7 black king · d5 black bishop · e4 white king · f4 white bishop · f3 white queen | d7 black queen · e7 black king · d5 black bishop · e4 white king · f4 white bishop · f3 white queen | 5 |
| 4 | d7 black queen · e7 black king · d5 black bishop · e4 white king · f4 white bishop · f3 white queen | d7 black queen · e7 black king · d5 black bishop · e4 white king · f4 white bishop · f3 white queen | d7 black queen · e7 black king · d5 black bishop · e4 white king · f4 white bishop · f3 white queen | d7 black queen · e7 black king · d5 black bishop · e4 white king · f4 white bishop · f3 white queen | d7 black queen · e7 black king · d5 black bishop · e4 white king · f4 white bishop · f3 white queen | d7 black queen · e7 black king · d5 black bishop · e4 white king · f4 white bishop · f3 white queen | d7 black queen · e7 black king · d5 black bishop · e4 white king · f4 white bishop · f3 white queen | d7 black queen · e7 black king · d5 black bishop · e4 white king · f4 white bishop · f3 white queen | 4 |
| 3 | d7 black queen · e7 black king · d5 black bishop · e4 white king · f4 white bishop · f3 white queen | d7 black queen · e7 black king · d5 black bishop · e4 white king · f4 white bishop · f3 white queen | d7 black queen · e7 black king · d5 black bishop · e4 white king · f4 white bishop · f3 white queen | d7 black queen · e7 black king · d5 black bishop · e4 white king · f4 white bishop · f3 white queen | d7 black queen · e7 black king · d5 black bishop · e4 white king · f4 white bishop · f3 white queen | d7 black queen · e7 black king · d5 black bishop · e4 white king · f4 white bishop · f3 white queen | d7 black queen · e7 black king · d5 black bishop · e4 white king · f4 white bishop · f3 white queen | d7 black queen · e7 black king · d5 black bishop · e4 white king · f4 white bishop · f3 white queen | 3 |
| 2 | d7 black queen · e7 black king · d5 black bishop · e4 white king · f4 white bishop · f3 white queen | d7 black queen · e7 black king · d5 black bishop · e4 white king · f4 white bishop · f3 white queen | d7 black queen · e7 black king · d5 black bishop · e4 white king · f4 white bishop · f3 white queen | d7 black queen · e7 black king · d5 black bishop · e4 white king · f4 white bishop · f3 white queen | d7 black queen · e7 black king · d5 black bishop · e4 white king · f4 white bishop · f3 white queen | d7 black queen · e7 black king · d5 black bishop · e4 white king · f4 white bishop · f3 white queen | d7 black queen · e7 black king · d5 black bishop · e4 white king · f4 white bishop · f3 white queen | d7 black queen · e7 black king · d5 black bishop · e4 white king · f4 white bishop · f3 white queen | 2 |
| 1 | d7 black queen · e7 black king · d5 black bishop · e4 white king · f4 white bishop · f3 white queen | d7 black queen · e7 black king · d5 black bishop · e4 white king · f4 white bishop · f3 white queen | d7 black queen · e7 black king · d5 black bishop · e4 white king · f4 white bishop · f3 white queen | d7 black queen · e7 black king · d5 black bishop · e4 white king · f4 white bishop · f3 white queen | d7 black queen · e7 black king · d5 black bishop · e4 white king · f4 white bishop · f3 white queen | d7 black queen · e7 black king · d5 black bishop · e4 white king · f4 white bishop · f3 white queen | d7 black queen · e7 black king · d5 black bishop · e4 white king · f4 white bishop · f3 white queen | d7 black queen · e7 black king · d5 black bishop · e4 white king · f4 white bishop · f3 white queen | 1 |
|   | a                                                                                                   | b                                                                                                   | c                                                                                                   | d                                                                                                   | e                                                                                                   | f                                                                                                   | g                                                                                                   | h                                                                                                   |   |

Trong thế cờ hình bên, nếu Trắng đi trước, Vua Trắng đã bị xiên bởi Tượng Đen, đây là xiên tuyệt đối, bởi vì quy tắc cờ vua buộc Trắng phải tránh Vua khỏi đường chiếu (nếu có thể tránh được). Sau khi Trắng chọn một trong số các nước đi hợp lệ, Đen sẽ bắt Hậu.
Bởi vì xiên là sự tấn công trực tiếp vào các quân có giá trị lớn hơn, nên nhìn chung đây là một chiến thuật mạnh và hiệu quả hơn nhiều so với giằng. Nạn nhân của một đòn xiên thường không thể tránh khỏi việc mất chất, vấn đề chỉ còn là mất chất thế nào. Xiên ít gặp và khó xảy ra hơn là giằng trong những ván đấu thực tế, đặc biệt là trong khai cuộc, vì những quân có giá trị cao (Vua, Hậu và Xe) thường luôn đứng sau, hầu như là luôn ở hàng ngang cuối cùng. Tuy nhiên nếu có xuất hiện một tình huống xiên, đó thường là yếu tố mang tính quyết định đến kết quả ván đấu.
Đòn xiên có thể được hóa giải nếu như một trong hai quân bị xiên có thể thực hiện được nước chiếu, sau khi đối phương buộc phải tìm cách giải quyết nước chiếu này, quân còn lại sẽ được di chuyển nốt ra khỏi đường xiên, tránh được việc một trong hai quân bị bắt. Một cách khác là chặn đường xiên nếu như có quân giá trị thấp hơn quân đứng trước (Mã, Tượng, Tốt, hoặc Xe (nếu hai "nạn nhân" của đòn xiên là Hậu và Vua)) có thể "nhảy" lên trước che chắn cho quân có giá trị cao. Nhìn chung hai cách đều hiếm khi có thể xảy ra, và xiên thường đem lại lợi thế lớn hoặc là lợi thế quyết định cho bên tấn công (bên thực hiện đòn xiên).

## Ví dụ từ ván đấu
|   | a | b | c | d | e | f | g | h |   |
| 8 | c8 white queen · b7 black pawn · g7 black queen · a6 black pawn · f6 black king · e5 white bishop · g5 black pawn · a4 white pawn · e4 black bishop · h3 white pawn · f2 white pawn · g2 white pawn · g1 white king | c8 white queen · b7 black pawn · g7 black queen · a6 black pawn · f6 black king · e5 white bishop · g5 black pawn · a4 white pawn · e4 black bishop · h3 white pawn · f2 white pawn · g2 white pawn · g1 white king | c8 white queen · b7 black pawn · g7 black queen · a6 black pawn · f6 black king · e5 white bishop · g5 black pawn · a4 white pawn · e4 black bishop · h3 white pawn · f2 white pawn · g2 white pawn · g1 white king | c8 white queen · b7 black pawn · g7 black queen · a6 black pawn · f6 black king · e5 white bishop · g5 black pawn · a4 white pawn · e4 black bishop · h3 white pawn · f2 white pawn · g2 white pawn · g1 white king | c8 white queen · b7 black pawn · g7 black queen · a6 black pawn · f6 black king · e5 white bishop · g5 black pawn · a4 white pawn · e4 black bishop · h3 white pawn · f2 white pawn · g2 white pawn · g1 white king | c8 white queen · b7 black pawn · g7 black queen · a6 black pawn · f6 black king · e5 white bishop · g5 black pawn · a4 white pawn · e4 black bishop · h3 white pawn · f2 white pawn · g2 white pawn · g1 white king | c8 white queen · b7 black pawn · g7 black queen · a6 black pawn · f6 black king · e5 white bishop · g5 black pawn · a4 white pawn · e4 black bishop · h3 white pawn · f2 white pawn · g2 white pawn · g1 white king | c8 white queen · b7 black pawn · g7 black queen · a6 black pawn · f6 black king · e5 white bishop · g5 black pawn · a4 white pawn · e4 black bishop · h3 white pawn · f2 white pawn · g2 white pawn · g1 white king | 8 |
| 7 | c8 white queen · b7 black pawn · g7 black queen · a6 black pawn · f6 black king · e5 white bishop · g5 black pawn · a4 white pawn · e4 black bishop · h3 white pawn · f2 white pawn · g2 white pawn · g1 white king | c8 white queen · b7 black pawn · g7 black queen · a6 black pawn · f6 black king · e5 white bishop · g5 black pawn · a4 white pawn · e4 black bishop · h3 white pawn · f2 white pawn · g2 white pawn · g1 white king | c8 white queen · b7 black pawn · g7 black queen · a6 black pawn · f6 black king · e5 white bishop · g5 black pawn · a4 white pawn · e4 black bishop · h3 white pawn · f2 white pawn · g2 white pawn · g1 white king | c8 white queen · b7 black pawn · g7 black queen · a6 black pawn · f6 black king · e5 white bishop · g5 black pawn · a4 white pawn · e4 black bishop · h3 white pawn · f2 white pawn · g2 white pawn · g1 white king | c8 white queen · b7 black pawn · g7 black queen · a6 black pawn · f6 black king · e5 white bishop · g5 black pawn · a4 white pawn · e4 black bishop · h3 white pawn · f2 white pawn · g2 white pawn · g1 white king | c8 white queen · b7 black pawn · g7 black queen · a6 black pawn · f6 black king · e5 white bishop · g5 black pawn · a4 white pawn · e4 black bishop · h3 white pawn · f2 white pawn · g2 white pawn · g1 white king | c8 white queen · b7 black pawn · g7 black queen · a6 black pawn · f6 black king · e5 white bishop · g5 black pawn · a4 white pawn · e4 black bishop · h3 white pawn · f2 white pawn · g2 white pawn · g1 white king | c8 white queen · b7 black pawn · g7 black queen · a6 black pawn · f6 black king · e5 white bishop · g5 black pawn · a4 white pawn · e4 black bishop · h3 white pawn · f2 white pawn · g2 white pawn · g1 white king | 7 |
| 6 | c8 white queen · b7 black pawn · g7 black queen · a6 black pawn · f6 black king · e5 white bishop · g5 black pawn · a4 white pawn · e4 black bishop · h3 white pawn · f2 white pawn · g2 white pawn · g1 white king | c8 white queen · b7 black pawn · g7 black queen · a6 black pawn · f6 black king · e5 white bishop · g5 black pawn · a4 white pawn · e4 black bishop · h3 white pawn · f2 white pawn · g2 white pawn · g1 white king | c8 white queen · b7 black pawn · g7 black queen · a6 black pawn · f6 black king · e5 white bishop · g5 black pawn · a4 white pawn · e4 black bishop · h3 white pawn · f2 white pawn · g2 white pawn · g1 white king | c8 white queen · b7 black pawn · g7 black queen · a6 black pawn · f6 black king · e5 white bishop · g5 black pawn · a4 white pawn · e4 black bishop · h3 white pawn · f2 white pawn · g2 white pawn · g1 white king | c8 white queen · b7 black pawn · g7 black queen · a6 black pawn · f6 black king · e5 white bishop · g5 black pawn · a4 white pawn · e4 black bishop · h3 white pawn · f2 white pawn · g2 white pawn · g1 white king | c8 white queen · b7 black pawn · g7 black queen · a6 black pawn · f6 black king · e5 white bishop · g5 black pawn · a4 white pawn · e4 black bishop · h3 white pawn · f2 white pawn · g2 white pawn · g1 white king | c8 white queen · b7 black pawn · g7 black queen · a6 black pawn · f6 black king · e5 white bishop · g5 black pawn · a4 white pawn · e4 black bishop · h3 white pawn · f2 white pawn · g2 white pawn · g1 white king | c8 white queen · b7 black pawn · g7 black queen · a6 black pawn · f6 black king · e5 white bishop · g5 black pawn · a4 white pawn · e4 black bishop · h3 white pawn · f2 white pawn · g2 white pawn · g1 white king | 6 |
| 5 | c8 white queen · b7 black pawn · g7 black queen · a6 black pawn · f6 black king · e5 white bishop · g5 black pawn · a4 white pawn · e4 black bishop · h3 white pawn · f2 white pawn · g2 white pawn · g1 white king | c8 white queen · b7 black pawn · g7 black queen · a6 black pawn · f6 black king · e5 white bishop · g5 black pawn · a4 white pawn · e4 black bishop · h3 white pawn · f2 white pawn · g2 white pawn · g1 white king | c8 white queen · b7 black pawn · g7 black queen · a6 black pawn · f6 black king · e5 white bishop · g5 black pawn · a4 white pawn · e4 black bishop · h3 white pawn · f2 white pawn · g2 white pawn · g1 white king | c8 white queen · b7 black pawn · g7 black queen · a6 black pawn · f6 black king · e5 white bishop · g5 black pawn · a4 white pawn · e4 black bishop · h3 white pawn · f2 white pawn · g2 white pawn · g1 white king | c8 white queen · b7 black pawn · g7 black queen · a6 black pawn · f6 black king · e5 white bishop · g5 black pawn · a4 white pawn · e4 black bishop · h3 white pawn · f2 white pawn · g2 white pawn · g1 white king | c8 white queen · b7 black pawn · g7 black queen · a6 black pawn · f6 black king · e5 white bishop · g5 black pawn · a4 white pawn · e4 black bishop · h3 white pawn · f2 white pawn · g2 white pawn · g1 white king | c8 white queen · b7 black pawn · g7 black queen · a6 black pawn · f6 black king · e5 white bishop · g5 black pawn · a4 white pawn · e4 black bishop · h3 white pawn · f2 white pawn · g2 white pawn · g1 white king | c8 white queen · b7 black pawn · g7 black queen · a6 black pawn · f6 black king · e5 white bishop · g5 black pawn · a4 white pawn · e4 black bishop · h3 white pawn · f2 white pawn · g2 white pawn · g1 white king | 5 |
| 4 | c8 white queen · b7 black pawn · g7 black queen · a6 black pawn · f6 black king · e5 white bishop · g5 black pawn · a4 white pawn · e4 black bishop · h3 white pawn · f2 white pawn · g2 white pawn · g1 white king | c8 white queen · b7 black pawn · g7 black queen · a6 black pawn · f6 black king · e5 white bishop · g5 black pawn · a4 white pawn · e4 black bishop · h3 white pawn · f2 white pawn · g2 white pawn · g1 white king | c8 white queen · b7 black pawn · g7 black queen · a6 black pawn · f6 black king · e5 white bishop · g5 black pawn · a4 white pawn · e4 black bishop · h3 white pawn · f2 white pawn · g2 white pawn · g1 white king | c8 white queen · b7 black pawn · g7 black queen · a6 black pawn · f6 black king · e5 white bishop · g5 black pawn · a4 white pawn · e4 black bishop · h3 white pawn · f2 white pawn · g2 white pawn · g1 white king | c8 white queen · b7 black pawn · g7 black queen · a6 black pawn · f6 black king · e5 white bishop · g5 black pawn · a4 white pawn · e4 black bishop · h3 white pawn · f2 white pawn · g2 white pawn · g1 white king | c8 white queen · b7 black pawn · g7 black queen · a6 black pawn · f6 black king · e5 white bishop · g5 black pawn · a4 white pawn · e4 black bishop · h3 white pawn · f2 white pawn · g2 white pawn · g1 white king | c8 white queen · b7 black pawn · g7 black queen · a6 black pawn · f6 black king · e5 white bishop · g5 black pawn · a4 white pawn · e4 black bishop · h3 white pawn · f2 white pawn · g2 white pawn · g1 white king | c8 white queen · b7 black pawn · g7 black queen · a6 black pawn · f6 black king · e5 white bishop · g5 black pawn · a4 white pawn · e4 black bishop · h3 white pawn · f2 white pawn · g2 white pawn · g1 white king | 4 |
| 3 | c8 white queen · b7 black pawn · g7 black queen · a6 black pawn · f6 black king · e5 white bishop · g5 black pawn · a4 white pawn · e4 black bishop · h3 white pawn · f2 white pawn · g2 white pawn · g1 white king | c8 white queen · b7 black pawn · g7 black queen · a6 black pawn · f6 black king · e5 white bishop · g5 black pawn · a4 white pawn · e4 black bishop · h3 white pawn · f2 white pawn · g2 white pawn · g1 white king | c8 white queen · b7 black pawn · g7 black queen · a6 black pawn · f6 black king · e5 white bishop · g5 black pawn · a4 white pawn · e4 black bishop · h3 white pawn · f2 white pawn · g2 white pawn · g1 white king | c8 white queen · b7 black pawn · g7 black queen · a6 black pawn · f6 black king · e5 white bishop · g5 black pawn · a4 white pawn · e4 black bishop · h3 white pawn · f2 white pawn · g2 white pawn · g1 white king | c8 white queen · b7 black pawn · g7 black queen · a6 black pawn · f6 black king · e5 white bishop · g5 black pawn · a4 white pawn · e4 black bishop · h3 white pawn · f2 white pawn · g2 white pawn · g1 white king | c8 white queen · b7 black pawn · g7 black queen · a6 black pawn · f6 black king · e5 white bishop · g5 black pawn · a4 white pawn · e4 black bishop · h3 white pawn · f2 white pawn · g2 white pawn · g1 white king | c8 white queen · b7 black pawn · g7 black queen · a6 black pawn · f6 black king · e5 white bishop · g5 black pawn · a4 white pawn · e4 black bishop · h3 white pawn · f2 white pawn · g2 white pawn · g1 white king | c8 white queen · b7 black pawn · g7 black queen · a6 black pawn · f6 black king · e5 white bishop · g5 black pawn · a4 white pawn · e4 black bishop · h3 white pawn · f2 white pawn · g2 white pawn · g1 white king | 3 |
| 2 | c8 white queen · b7 black pawn · g7 black queen · a6 black pawn · f6 black king · e5 white bishop · g5 black pawn · a4 white pawn · e4 black bishop · h3 white pawn · f2 white pawn · g2 white pawn · g1 white king | c8 white queen · b7 black pawn · g7 black queen · a6 black pawn · f6 black king · e5 white bishop · g5 black pawn · a4 white pawn · e4 black bishop · h3 white pawn · f2 white pawn · g2 white pawn · g1 white king | c8 white queen · b7 black pawn · g7 black queen · a6 black pawn · f6 black king · e5 white bishop · g5 black pawn · a4 white pawn · e4 black bishop · h3 white pawn · f2 white pawn · g2 white pawn · g1 white king | c8 white queen · b7 black pawn · g7 black queen · a6 black pawn · f6 black king · e5 white bishop · g5 black pawn · a4 white pawn · e4 black bishop · h3 white pawn · f2 white pawn · g2 white pawn · g1 white king | c8 white queen · b7 black pawn · g7 black queen · a6 black pawn · f6 black king · e5 white bishop · g5 black pawn · a4 white pawn · e4 black bishop · h3 white pawn · f2 white pawn · g2 white pawn · g1 white king | c8 white queen · b7 black pawn · g7 black queen · a6 black pawn · f6 black king · e5 white bishop · g5 black pawn · a4 white pawn · e4 black bishop · h3 white pawn · f2 white pawn · g2 white pawn · g1 white king | c8 white queen · b7 black pawn · g7 black queen · a6 black pawn · f6 black king · e5 white bishop · g5 black pawn · a4 white pawn · e4 black bishop · h3 white pawn · f2 white pawn · g2 white pawn · g1 white king | c8 white queen · b7 black pawn · g7 black queen · a6 black pawn · f6 black king · e5 white bishop · g5 black pawn · a4 white pawn · e4 black bishop · h3 white pawn · f2 white pawn · g2 white pawn · g1 white king | 2 |
| 1 | c8 white queen · b7 black pawn · g7 black queen · a6 black pawn · f6 black king · e5 white bishop · g5 black pawn · a4 white pawn · e4 black bishop · h3 white pawn · f2 white pawn · g2 white pawn · g1 white king | c8 white queen · b7 black pawn · g7 black queen · a6 black pawn · f6 black king · e5 white bishop · g5 black pawn · a4 white pawn · e4 black bishop · h3 white pawn · f2 white pawn · g2 white pawn · g1 white king | c8 white queen · b7 black pawn · g7 black queen · a6 black pawn · f6 black king · e5 white bishop · g5 black pawn · a4 white pawn · e4 black bishop · h3 white pawn · f2 white pawn · g2 white pawn · g1 white king | c8 white queen · b7 black pawn · g7 black queen · a6 black pawn · f6 black king · e5 white bishop · g5 black pawn · a4 white pawn · e4 black bishop · h3 white pawn · f2 white pawn · g2 white pawn · g1 white king | c8 white queen · b7 black pawn · g7 black queen · a6 black pawn · f6 black king · e5 white bishop · g5 black pawn · a4 white pawn · e4 black bishop · h3 white pawn · f2 white pawn · g2 white pawn · g1 white king | c8 white queen · b7 black pawn · g7 black queen · a6 black pawn · f6 black king · e5 white bishop · g5 black pawn · a4 white pawn · e4 black bishop · h3 white pawn · f2 white pawn · g2 white pawn · g1 white king | c8 white queen · b7 black pawn · g7 black queen · a6 black pawn · f6 black king · e5 white bishop · g5 black pawn · a4 white pawn · e4 black bishop · h3 white pawn · f2 white pawn · g2 white pawn · g1 white king | c8 white queen · b7 black pawn · g7 black queen · a6 black pawn · f6 black king · e5 white bishop · g5 black pawn · a4 white pawn · e4 black bishop · h3 white pawn · f2 white pawn · g2 white pawn · g1 white king | 1 |
|   | a | b | c | d | e | f | g | h |   |

Trong ván đấu giữa Nigel Short và Rafael Vaganian diễn ra vào năm 1989, Trắng đã thí Tượng qua đó ăn hơn được Hậu nhờ đòn xiên. Trong hình bên, Trắng vừa chơi nước thí quân 51. Te5+. Đen buộc phải 51...Vxe5 để tránh bị mất Hậu ngay lập tức. Sau nước 52.Hc3+, Đen xin thua vì mất Hậu (Hooper & Whyld 1992:374).
Xiên theo hàng ngang hay cột dọc ít gặp và không lợi hại bằng xiên theo đường chéo. Một nguyên nhân có thể kể ra là lợi ích của đòn xiên về mặt "chất", (giá trị tương quan giữa các quân cờ) hay cụ thể hơn là việc ăn quân ở phía sau sau khi quân ở trước đã di chuyển. Chỉ có Xe và Hậu là hai quân có thể thực hiện đòn xiên theo hàng ngang hoặc cột dọc, tuy nhiên đây lại là hai quân có giá trị cao nhất (không tính đến Vua là quân đặc biệt), việc có được lợi "chất" nhờ đòn xiên hay không còn phụ thuộc vào các yếu tố khác liên quan đến các quân tham gia (ví dụ như nếu quân phía sau có được sự bảo vệ của quân khác thì việc lấy Xe ăn quân đó chỉ có lợi nếu đó là Hậu, nếu vậy thì quân đứng trước phải là Vua; còn nếu quân tấn công là Hậu, như ví dụ ván đấu, thì xiên chỉ có lợi khi quân đằng sau không được bảo vệ). Nhìn chung, các tình huống xiên thực sự và hiệu quả sẽ bị hạn chế.
Trong tình huống ván đấu trên, nếu đường xiên là hàng ngang hay cột dọc, và khoảng cách giữa Vua và Hậu Đen cũng là một ô, thì Vua Đen đã có thể bảo vệ được Hậu qua đó tránh được việc bị mất chất.

## Sự chuyển đổi
Trên đường xiên, nếu như có ô trống khoảng cách giữa quân xiên và quân bị xiên (quân ở trước, quân có giá trị lớn hơn), sẽ có khả năng mà một quân (của bên bị xiên) có giá trị thấp hơn quân ở trước di chuyển vào một trong các ô đó, can thiệp vào đường xiên (như đã nói ở trên). Trong trường hợp như vậy, xiên sẽ chuyển đổi thành giằng.